# Acantholeucania exterior
Acantholeucania exterior là một loài bướm đêm trong họ Noctuidae.